# Префектура Шизуока
Шизуока (Јапански:静岡県; Shizuoka-ken) је префектура у Јапану која се налази у региону Чибу на острву Хоншу. Главни град је Шизуока.